# Schizophyllum
Schizophyllum Fr. (rozszczepka) – rodzaj grzybów należący do rodziny rozszczepkowatych (Schizophyllaceae) W Polsce występują dwa gatunki.

## Charakterystyka
Drobne grzyby kapeluszowe o owocniku bokiem przyrośniętym do podłoża. Należą do grupy grzybów nadrzewnych. Hymenofor blaszkowy. Charakterystyczną cechą jest promieniste rozszczepienie blaszek. Wysyp zarodników biały, zarodniki bezbarwne.

## Systematyka i nazewnictwo
Pozycja w klasyfikacji według Index Fungorum: Schizophyllaceae, Agaricales, Agaricomycetidae, Agaricomycetes, Agaricomycotina, Basidiomycota, Fungi.
Takson utworzony w 1815 r. przez Eliasa Friesa. Synonimy naukowe:
Apus Gray, Ditiola P. Browne, Flabellaria Pers., Hyponevris Earle, Petrona Adans.,
Phaeoschizophyllum W.B. Cooke, Rhipidium Wallr., Scaphophoeum Ehrenb. ex Wallr., Schizonia Pers.
Nazwę polską podali Barbara Gumińska i Władysław Wojewoda w 1968 r. W polskim piśmiennictwie mykologicznym należące do tego rodzaju gatunki opisywane były także jako olszówka, kosmatek i dwójlistek.
Gatunki występujące w Polsce:
- Schizophyllum amplum (Lév.) Nakasone 1996 – rozszczepka kloszowa
- Schizophyllum commune Fr. 1815 – rozszczepka pospolita

Nazwy naukowe na podstawie Index Fungorum. Wykaz gatunków i nazwy polskie według Władysława Wojewody i atlasu grzybów.